# 김의국
김의국(1845년 3월 2일~1942년 2월 5일)은 조선민주주의인민공화국의 정치인이다. 본관은 전주. 김일성의 종증조부이다.

## 가족 관계
- 증조 할아버지 김욱(1744.12.26-1796.9.18)
- 할아버지:김민수(1770.2.27-1854.3.1)
- 할머니 고송희(1772.3.3-1832.7.9)
- 아버지 김송령(1810.12.1-1899.3.12)
- 어머니 라현직(1811.3.4-1897.1.23)
  - 동생 김응우(1848.4.8-1878.10.4)
    - 조카 김보현(1871.8.19-1955.9.2)
    - 손자 뻘 김형직(1894.7.10-1926.6.5)
    - 증손자 뻘 김일성(1912.4.15-1994.7.8)
      - 고손자 뻘 김정일(1941.2.16-2011.12.17)
        - 현손자 뻘 김정은(1984.1.8~)
          - 내손자 뻘 김정주(2010~)

  - 누이 김종수(1846.4.3-1943.1)
  - 동생 김인석(1850.3.22-1938.2.3)